# Jurriaen Aernoutsz

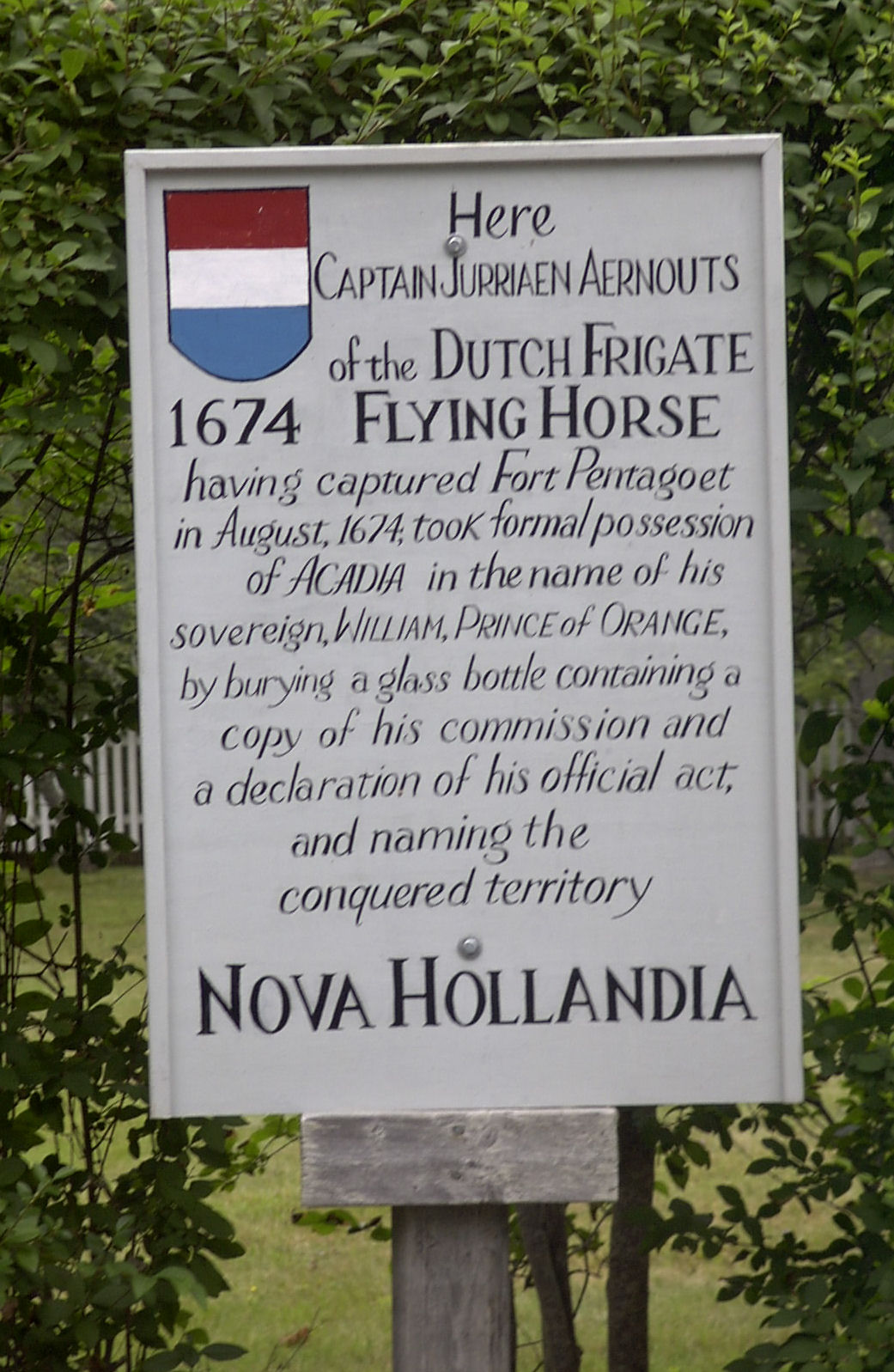
Historische plaquette in Acadië

Jurriaen Aernoutsz is een zeevaarder uit de Republiek der Zeven Verenigde Nederlanden, die vooral bekend is vanwege de verovering van Acadië in 1674.
Aernoutsz was commandant van het in Curaçao gelegen schip Het vliegende paard. Door de gouverneur van Curaçao werd hij uitgezonden om Engelse en Franse schepen te veroveren in de Hollandse Oorlog. In New York ontmoette hij de Engelsman John Rhoades (met Engeland was intussen vrede gesloten) en in augustus 1674 veroverde hij Acadië op de Fransen. Hij hernoemde het gebied in Nieuw-Holland en vertrok na ongeveer een maand naar Boston waar hij de buit van plunderingen verkocht. In Acadië liet hij een groep mannen, waaronder Rhoades, achter om handel te drijven en het gebied te besturen. In oktober 1674 vertrok hij vanuit Boston om weer naar Curaçao te gaan.